# Tumblelog

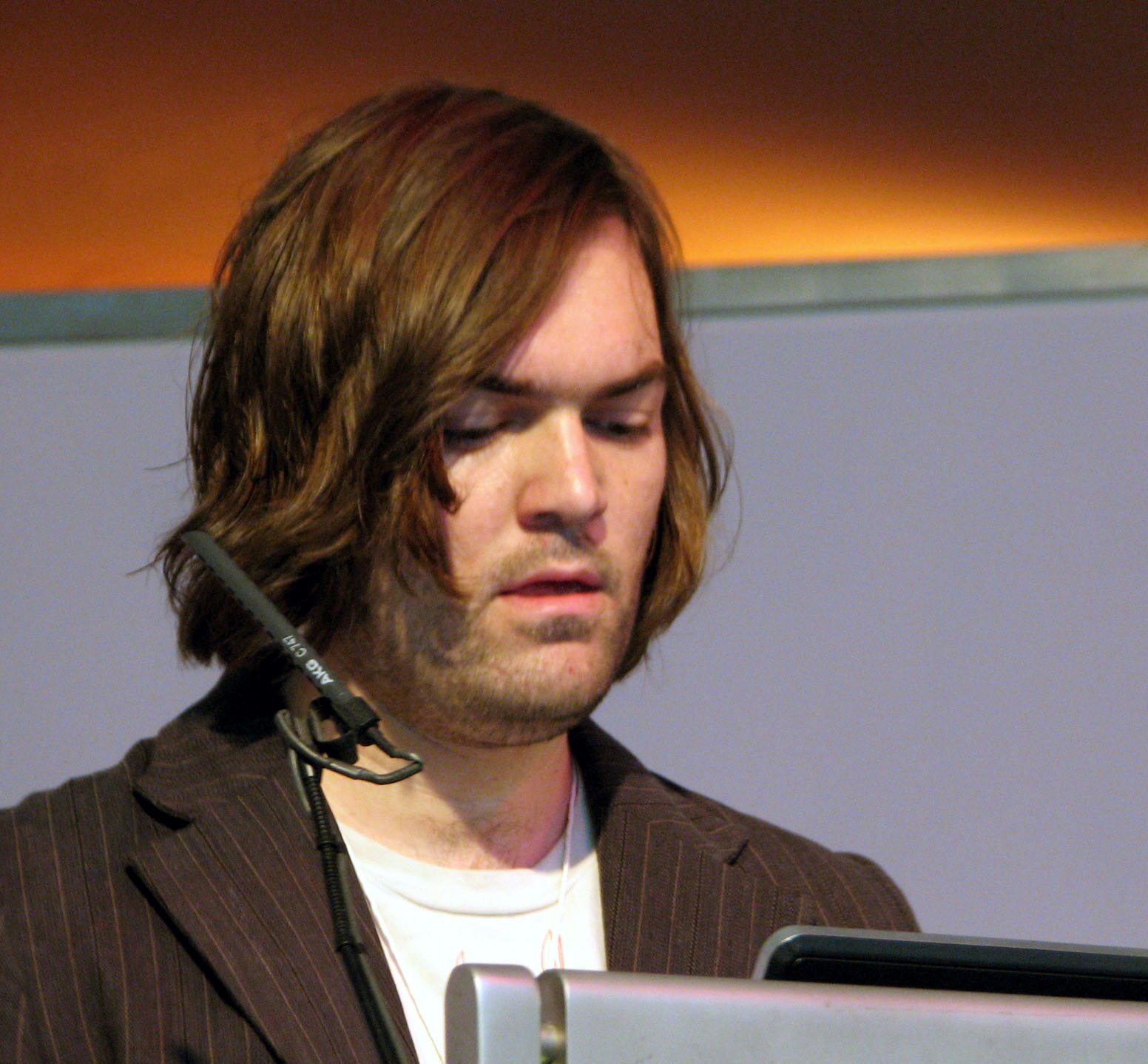
Why the lucky stiff, l'inventeur du terme (ici en 2006).

Un tumblelog (de l'anglais a-tumble, « pêle-mêle » et log, « journal de bord ») est une variante du blog favorisant l'édition de billets courts, de natures plus diverses (liens, images, vidéos, citations, dialogues, etc.) que les billets observés sur la blogosphère, davantage rédigés.
Le terme « tumblelog », cité par Why the lucky stiff en avril 2005, a été remplacé par « microblog » dès 2006. Certains sites de microblogage continuent d'utiliser le terme « tumbleblog » pour tenter de se démarquer de Twitter, considéré à tort comme le modèle de microblog bien qu'il n'en supporte qu'une partie.
Contrairement aux blogs traditionnels, ce format est souvent utilisé par des auteurs pour partager créations, découvertes et expériences sans donner de commentaire. Il est bien sûr possible de partager des articles comme sur un blog traditionnel mais l'intérêt principal d'un tumbleblog est la facilité de partager photos, vidéos et autres liens internet.